# Tobakskompaniet
Tobakskompaniet var ett svenskt statligt monopol på import, tillverkning och försäljning av tobak under åren 1662 till 1685. Bolaget var utarrenderat till ett konsortium och bedrev sin verksamhet på den egendom på Södermalm i Stockholm som senare kom att kallas Heleneborg. Tobakskompaniet var statens fjärde försök att monopolisera tobakshandeln under 1600-talet. Det hela slutade dock i ett sådant katastrofalt fiasko för de inblandade att ett nytt statligt tobaksmonopol inte kom till stånd förrän 1915, då AB Svenska Tobaksmonopolet bildades (genom riksdagsbeslut på grund av behovet av pengar till ett nytt pensionssystem samt utbyggnad av försvaret under första världskriget).

## 1600-talets fjärde tobaksmonopol
Det första kända tillfälle då tobak nämns i Sverige är i tullräkenskaper från år 1601. Tobaken blev snabbt en populär och efterfrågad vara och det förekom mycket smuggling av tobaksvaror. Svenska staten hade under 1600-talet fyra tobaksmonopol – år 1641-1649 hette monopolet Söderkompaniet, år 1651-1653 Caspar Kohl & Daniel Young och år 1654-1660 Amerikanska kompaniet. År 1662 beslöt förmyndarregeringen under Magnus Gabriel De la Gardie att ytterligare en gång monopolisera tobakshandeln. Denna gång arrenderades rätten att importera, tillverka och sälja tobak ut till ett konsortium bestående av fem framstående affärsmän, vilka bildat handelsbolaget Tobakskompaniet.
Den mest framstående mannen i det nybildade Tobakskompaniet var räntmästaren Börje Olofsson Cronberg, som bodde i det hus som ännu står kvar i Gamla Stan mot Slussen (”Räntmästarhuset”). Cronberg hade en omfattande exporthandel med Nederländerna innefattande ädelmetaller, järn, koppar, tjära och kanoner och han importerade även tobak, cement, taktegel, tegelstenar, pärlor, vin, kapris, oliver och apelsiner.

## Tobakskompaniet får en besvärlig start
Tobakskompaniets start blev besvärlig, eftersom man saknade yrkeskunnig personal och utrustning. En stor del av Tobakskompaniets produktion förlades därför till Amsterdam och bolagets kontaktperson där hette Friedrich Rihel. Ganska snart visade det sig att kompaniet inte klarade av betalningarna. Tobakskompaniet försökte komma undan genom att klaga på kvaliteten i tidigare leveranser och affärförbindelserna mellan Rihel och Tobakskompaniet blev allt mer ansträngda. Rihel förmedlade även yrkeskunnig arbetskraft till Tobakskompaniet, men bolaget hade uppenbara problem att behålla sina utländska tobaksmästare.
Först 1664 kom tillverkningen i Sverige igång. 1668 fick Tobakskompaniet en ny arbetsledare vid namn Frans Tielman, som var tobaksspinnare från Maastricht. Tielman rationaliserade verksamheten och år 1670 hade bolagets arbetskraft utökats till tolv anställda tobaksspinnare.
Strax efter att Tielman anställts fick bolaget en ny företagsledare. Det blev hovkamreren Jonas Österling. I och med detta blev det lite mer ordning på produktionen. År 1669 köpte Österling en tomt invid Pålsundet på Södermalm. Tomten var på 57.320 m². Denna egendom kallades ”Österlingska tomten”, men är idag känd som Heleneborg.

## ”Österlingska tomten” kommer till användning
Våren 1672 drabbades Tobakskompaniets fabrikslokaler i vid Slottsbacken av en svår eldsvåda, och efteråt gick det inte att återställa tobaksspinneriet i användbart skick. I denna situation riktades uppmärksamheten på Österlings outnyttjade Södermalmstomt. I ett kontrakt från maj 1672 kom intressenterna i Tobakskompaniet överens om att på Österlings tomt ”till spinneri och tobaksnederlag bygga och uppsätta packhus och andra byggningar, så många som till samma verk behövas och nödiga synas vara”. Hela kostnaden för anläggningarna skulle betalas av Tobakskompaniet. För hela detta projekt med malmgård, spinneri och tobaksnederlag anlitades som arkitekt Johan Tobias Albinus.

## Ökande ekonomiska svårigheter
Nybyggnationen vid Pålsundet blev dyrbar för kompaniet och Österling hade dessutom ingått en del oförmånliga avtal. Det pågående kriget mot Danmark försämrade tillgången på tobak, då denna levererades till armén. Omfattande smuggling (ofta genom kronans soldater) ökade de ekonomiska problemen. Tobakskompaniet hade dessutom tagit för mycket betalt för sina tjänster och blev av kammarrätten dömt till höga böter. Österling lyckades skriva avtal med de andra intressenterna om att Tobakskompaniet skulle stå för kostnaderna att bygga på hans egendom. Uppenbarligen blev bygget blev mycket dyrare än planerat och fick helt andra dimensioner än vad som krävdes för Tobakskompaniets syften. Härigenom uppstod en konflikt mellan Österling och de andra i kompaniet. I december 1670 bestämdes att Österling fick anläggningen för egen räkning, men att Tobakskompaniet mot en årshyra på 3.000 daler kopparmynt (vilket motsvarar 257.000 kronor i 2009 års penningvärde) skulle hyra lokaler av honom i 10 år. Även om tobaksspinneriet alltså kom att inrymmas på den ”Österlingska tomten” blev anläggningen mer utformad som en ståtligt malmgård för en rik privatperson.
Frans Tielmans tid vid Tobakskompaniet blev yrkesmässigt framgångsrik men han dog den 1 mars 1680 efter en kortare tids sjukdom. Frans Tielman efterträddes av holländaren Peeter Meijnders, som försvenskade sitt namn till Petter Mynder. Namnet lever kvar i gatan Peter Myndes backe strax söder om Slussen i Stockholm.

## Österling kommer i konflikt med hovet
Jonas Österling fick ökande problem när Tobakskompaniet inte klarade av att fullgöra sina skyldigheter, som bland annat bestod i att delvis försörja änkedrottningen Hedvig Eleonora. En konflikt uppstod därför med kungahuset och Österling försattes till slut i konkurs. Han fick med fru och barn lämna sin egendom vid Pålsundet. Österling dog utfattig 1691. Malmgården brann ner 1701.
Under Tobakskompaniets sista år, 1685, insattes kammartjänaren Zacharias Rehnberg i Österlings ställe för att försöka få ordning på bolaget. Detta lyckades inte och när arrendetiden gick ut så gick även 1600-talets fjärde och sista tobaksmonopol i graven.